# Scott Carson
Scott Paul Carson (* 3. September 1985 in Whitehaven) ist ein englischer Fußballtorwart, der bei Manchester City unter Vertrag steht.

## Karriere

### Verein
Carson begann seine Fußballerkarriere bei der Amateurmannschaft Cleator Moor Celtic. Dort wurde er erstmals von John Seasmen, dem Leiter der Fußballakademie von Leeds United und ehemaligen Profispieler für den FC Millwall und Luton Town, entdeckt. Obwohl Carson außerhalb des Einzugsgebiets der Leeds Academy lebte, blieb man in Kontakt. Seinen ersten Auftritt im Trikot von Leeds absolvierte er im Jahr 2000 bei einem Schülerturnier in Dublin und zeigte dabei überdurchschnittliche Leistungen.
Der frühere Abwehrspieler von Leeds Peter Hampton war nach einem FA-Youth-Cup-Spiel Carsons bei der Amateurmannschaft Workington Reds dann derart beeindruckt, dass er das junge Torhütertalent im Juli 2002 für die Jugendakademie des Vereins rekrutierte. Obwohl er gerade erst 18 Jahre alt geworden war und noch kein Spiel für die erste Mannschaft von Leeds absolviert hatte, wurde er im Oktober 2003 erstmals in die U-21-Nationalmannschaft Englands berufen. Kurz darauf, weniger als 18 Monate nachdem er der Jugendakademie beigetreten war und dabei fortan in der Reservemannschaft des Vereins gespielt hatte, kam er im Januar 2004 im Spiel gegen den FC Middlesbrough nach einem Platzverweis von Paul Robinson zu seinem ersten Einsatz für die Profimannschaft und ließ zwei Wochen später beim 1:1 gegen Manchester United im Old Trafford sein Debüt von Beginn an folgen. Als Robinson dann zu Tottenham Hotspur wechselte, schien sein Weg zum Stammtorhüter geebnet.
Im Januar 2005 wechselte Carson dann für eine Million Pfund zu seinem ersten Spitzenklub FC Liverpool, schlug dabei ein gleichzeitiges Angebot des FC Chelsea aus und unterzeichnete einen 4½-Jahresvertrag. Interessant war in diesem Zusammenhang auch, dass er die erste Verpflichtung eines englischen Spielers in der Ägide von Rafael Benítez darstellte. Am 5. März 2005 gab er dort im Alter von 19 Jahren bei der Niederlage gegen Newcastle United seinen Einstand in der Premier League und stand am 4. April des gleichen Jahres, als Juventus Turin besiegt wurde, erstmals in der Champions League zwischen den Pfosten. Grundsätzlich blieb er jedoch nur der Ersatzmann auf der Torhüterposition.
Carson wurde im März 2006 daraufhin an Sheffield Wednesday ausgeliehen, um Spielpraxis zu erlangen und nach neun Partien kehrte er zum Ende der Saison nach Liverpool zurück. In den Folgejahren kamen weitere Ausleihgeschäfte mit Charlton Athletic und Aston Villa hinzu.
2008 verließ der Torhüter dann endgültig Liverpool und wechselte zum Aufsteiger West Bromwich Albion. Bei den Baggies unterzeichnet Carson einen Vier-Jahres-Vertrag, mit einer Option auf ein weiteres Jahres durch den Verein. Auf Anhieb verdrängte er den irischen Nationalspieler Dean Kiely aus dem Tor von West Bromwich und stand am ersten Spieltag der Saison 2008/09 gegen Arsenal London im Tor.
Zur Saison 2011/12 wechselt Carson in die Süper Lig zum türkischen Meister von 2010, Bursaspor, wo er einen Dreijahresvertrag unterzeichnete. Zum Sommer 2013 wechselte er zu Wigan Athletic.
Kurz vor dem Beginn der Saison 2019/20 wechselte Carson für ein Jahr auf Leihbasis zum amtierenden Meister Manchester City, bei dem er hinter Ederson und Claudio Bravo als dritter Torhüter eingeplant war. Nach der Saison wurde die Leihe für die Saison 2020/21 verlängert. Vor der Saison 2021/22 wurde Carson fest verpflichtet und mit einem Einjahresvertrag ausgestattet. Zur Saison 2022/23 verlängerte der 36-Jährige diesen um ein weiteres Jahr. Zur Saison 2024/2025 verlängerte er den Vertrag um ein weiteres Jahr bis zum Saisonende.

### Nationalmannschaft
Carson absolvierte im Februar 2004 beim 3:2-Sieg gegen die Niederlande seine erste Partie für die U-21-Nationalmannschaft und kam im Laufe der Zeit zu insgesamt 18 Spielen für diese Nachwuchsmannschaft, womit er dort zu den zehn am meisten eingesetzten Spielern zählt.
Im Mai 2005 wurde Carson erstmals in den 22-köpfigen Kader der englischen Nationalmannschaft berufen, die gegen die Vereinigten Staaten und Kolumbien antrat. Ein Jahr später wurde er von Sven-Göran Eriksson zunächst nicht für das Aufgebot zur Fußball-Weltmeisterschaft 2006 berücksichtigt, rückte dann allerdings am 26. Mai 2006 für den verletzten Robert Green nach, wobei er zum Zeitpunkt seiner Nominierung noch kein Spiel für das englische Fußballnationalteam absolviert hatte.
Sein richtiges internationales Debüt feierte Scott in einem Freundschaftsspiel gegen Österreich, wo er sein Tor sauber hielt. Nur wenige Tage darauf folgte sein „Pflichtspieldebüt“ für die EURO 2008 gegen Kroatien. Carson leistete sich zwei entscheidende Patzer, England verlor das Spiel mit 2:3 und war somit erstmals seit 1984 nicht für die EM qualifiziert. Die englischen Medien und Fans sahen in ihm einen Buhmann und den Grund für die gescheiterte Qualifikation.

## Titel
- Champions-League-Sieger (2): 2005, 2023 (ohne Einsatz)
- Klub-Weltmeister: 2023 (ohne Einsatz)
- UEFA-Super-Cup-Sieger: 2023 (ohne Einsatz)
- Englischer Ligapokalsieger: 2020, 2021 (jeweils ohne Einsatz)
- Englischer Supercupsieger: 2024 (ohne Einsatz)